# عبدالمجید طهراوی
عبدالمجید طهراوی (عربی: عبدالمجيد طهراوي؛ زادهٔ ۲۴ فوریهٔ ۱۹۸۱) بازیکن فوتبال اهل الجزایر بود.
از باشگاه‌هایی که در آن بازی کرده‌است می‌توان به باشگاه فوتبال المپیک شلف، باشگاه فوتبال مولودیه وهران، و باشگاه فوتبال مولودیه الجزایر اشاره کرد.
وی همچنین در تیم ملی فوتبال الجزایر بازی کرده‌است.